# Telmatoscopus latipennis
Telmatoscopus latipennis är en tvåvingeart som beskrevs av Sara 1953. Telmatoscopus latipennis ingår i släktet Telmatoscopus och familjen fjärilsmyggor. Inga underarter finns listade i Catalogue of Life.